# Речной транспорт в Беларуси

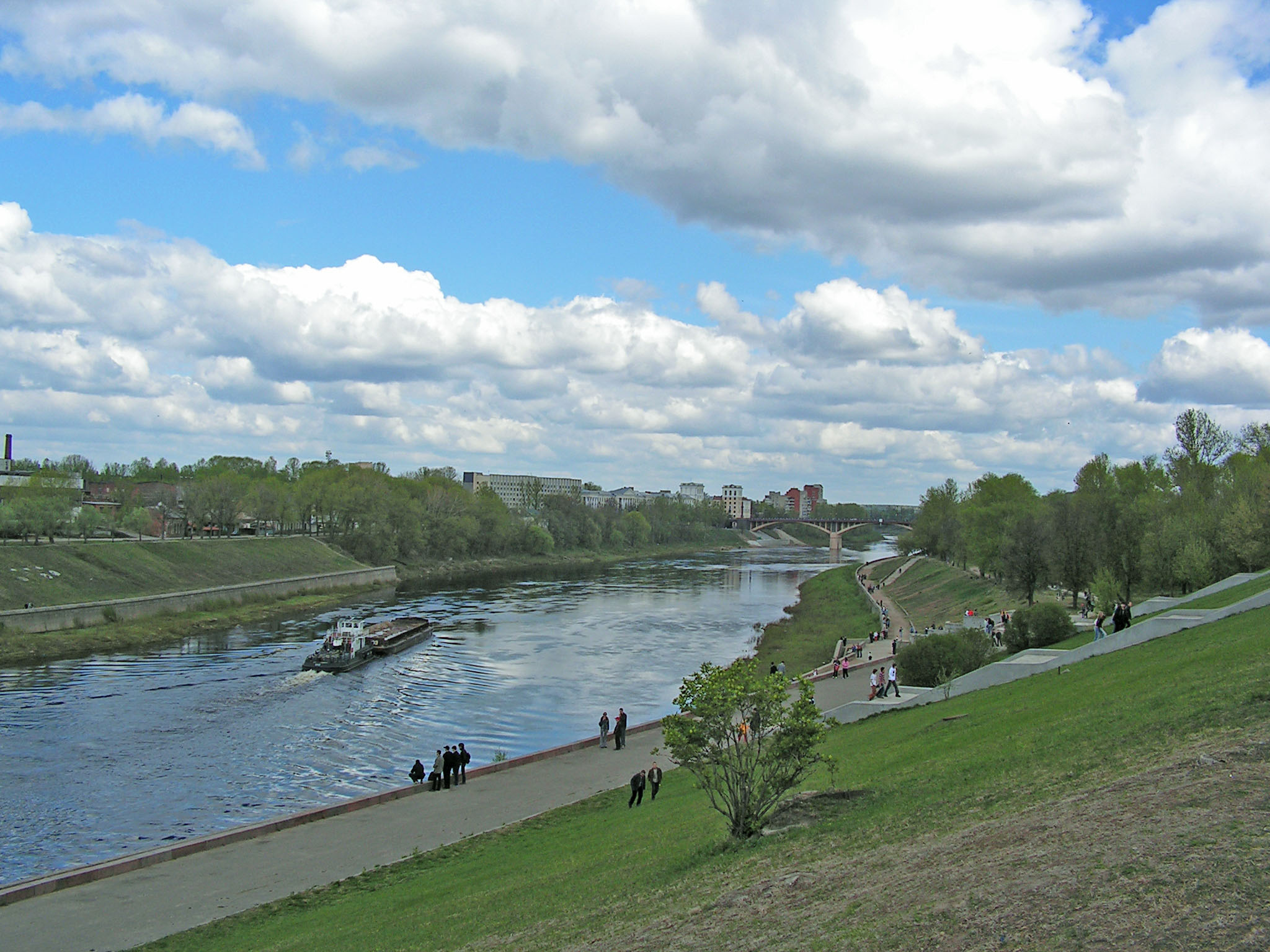
Буксир с баржей на Западной Двине в Витебске

## История
Судоходство по рекам на территории Белоруссии осуществляется с древнейших времён. В верховьях Днепра и его крупных притоков строили суда (челны) из больших деревьев, выдалбливая и выжигая внутреннюю их часть. Позже борта челнов стали наращивать набойными досками и такие суда назывались ладьями. Появление первых палубных судов относят к середине 12 века. С древних времён занимались судостроением в верховьях Днепра, Припяти и Березины
Через территорию Белоруссии, входящей в состав Великого княжества Литовского, пролегали несколько торговых путей «из варяг в греки», которые проходили по Днепру, Припяти, Бугу, Сожу, Березине, Западной Двине, Неману и другим рекам. Переход судов между бассейнами рек Балтийского и Чёрного морей осуществлялся волоком по суше. Позже были созданы Огинская, Березинская, Августовская, Днепровско-Бугская и Себежская воднотранспортные соединения. Первым был создан Днепро-Неманский водный путь (Огинская система) в 1784 году, проходивший через реки Днепр , Припять, Ясельда, Огинский канал, Выгоновское озеро, реки Щара, Неман. В 1805 году была построена Березинская система, соединяющая реку Березину с Западной Двиной и проходившая по Сергучёвскому каналу, реке Сергуч, озёрам Манец и Плавно, соединительному каналу, озеру Береща, реке Береща, Веребскому каналу, реке Эсса, озеру Прошно, Лепельскому каналу, озеру Лепельское, реке Улла, Чашникскому каналу, вновь по реке Улла и реке Западная Двина. В 1839 году был построен Августовский водный путь, соединяющий реку Неман с рекой Висла через систему каналов, канализированных рек и озёр. В настоящее время Августовский канал используется в туристических целях. Днепровско-Бугский водный путь был создан к 1843 году. Этот путь проходил по рекам Днепр, Припять, Пина, Королевский канал, Мухавец, Западный Буг и Вислу, связывая два крупных порта — Херсон и Данциг (Гданьск). Этот водный путь используется для судоходства и до настоящего времени. Себежский водный путь («Путь купца Навинского») построен в XIX веке и соединял Себежское озеро на Псковщине через реки Свольну и Дриссу с Западной Двиной.
В целях государственного регулирования перевозок по водным коммуникациям указом Павла I от 28 февраля 1798 г. (по старому стилю) был учреждён Департамент водяных коммуникаций с конторами в разных бассейнах рек. В 1809 г. Манифестом Александра I образовано Управление водяными и сухопутными сообщениями.
Для обеспечения перевозок большого объёма торговых грузов начиная с XV века строили наборные суда, состоящие из каркаса (набора) и обшивки из досок. Упоминание о строительстве военных судов на территории Белоруссии относится к периоду царствования Екатерины II. На реке Сож в городе Кричеве графом Потёмкиным в 1785 году была основана судоверфь. Позже строительство деревянных речных судов производилось в верховьях Припяти, Сожа, Березины и Днепра. До возникновения парового судоходства строились деревянные дубы, байдаки и берлины. Грузоподъёмность берлин, имеющих парус, не превышала 80 тонн. Байдаки не имели парусного вооружения и передвигались с помощью вёсел. Позже появились барки, несколько длиннее байдаков, имели габариты длинной 53 м, шириной 17 м, с высотой борта 1,7 м. Перечисленные выше суда строились в Ветке, Лоеве, Любече, Петрикове, Шатилках (Светлогорске). На отдельных участках рек суда передвигались с помощью лошадей, иногда людей (бурлаков), тянущих суда за бечеву. Во второй половине XVIII века появились «коноводные суда» (кабестаны) передвигающиеся с помощью якорей, завезённых против течения. Лошадь крутила вал на который наматывался канат от якоря. Использование таких судов продолжалось до середины XIX века.
Первый пароход появившийся на Днепре принадлежал князю М. С. Воронцову и был построен в его имении в Мошнах Киевской губернии в 1823 году; целью постройки парохода было буксирование барок; позже он был переведен через Днепровские пороги в Херсон. В 1835 году была учреждена первая пароходная компания и построенные ею 2 парохода совершали рейсы по Днепру до 1846 года перевозя в основном камни для постройки Киевской крепости. С 1846 года по Днепру ходили пароходы Мальцева, а позже (1850 г.) начал ходить пароход «Висла» Владислава Пусловского между Кременчугом и Пинском; в 1858 году образовано «Общество пароходства по Днепру и его притокам». Оно содержало срочные пароходные рейсы по Днепру выше порогов. Позже образовалось «Второе общество по Днепру и его притокам»; это общество так же действовало в пределах Днепра выше порогов и некоторое время конкурировало со своим предшественником. В 1910 году два общества объединились и начали совместно работать на речных линиях. В 1916 году оба общества поглощает в себя финансово-промышленная группа Гессена—Дёмкина.
В 1910 году по реке Сож между Гомелем и Пропойском ходили пароходы «Рассвет», «Чикаго», «Восход» и «Донецк». По реке Стырь от Пинска до Старокони ходили пароходы «Сокол» и «Нешава». По рекам Струмень, Стырь и Стоходу от Пинска до Любешева ходили пароходы «Пинчук» и «Струмень».
Появление первых пароходов на Немане относится к 1854 г.
Первая попытка учредить постоянное пароходство по Западной Двине возникла ещё в конце первой половины XIX века, но осуществлена не была, и только в 1892 году две компании организовали пароходное сообщение между Витебском и Велижем до Бешенковичей и Уллы. В 1910 году от Витебска через Велиж до с. Устья ходили пароходы Р.Эмана «Двина», «Торопа», «Двинск», «Витебск», «Каспля» и «Межа»; от Витебска до Двинска ходили пароходы принадлежащие З.Гиндину и Л.Рахмилевичу «Гигант», Атлет", Надежда", «Герой», «Силач», «Борец» и «Друя».
Первое крупная судоверфь на территории Белоруссии была основана в 1884г в Пинске и принадлежала Патрикию О ́Бриену де Ласи. На верфи строили многочерпаковые земснаряды и пароходы. По данным переписи 1900 г. в Белоруссии насчитывалось 164 паровых и 590 непаровых судов.
Декретом СНК от 26 января 1918 года национализированы крупные суда речного флота. Декретом СНК от 20 февраля 1918 года создан Отдел водных сообщений. Декретом СНК от 18 мая 1918 года Отдел водных сообщений преобразован в Главное управление водных сообщений (Главод при ВСНХ). Реки Белоруссии относились к Северо-Западному управлению Главода с центром в Смоленске. В 1919 году была сформирована Днепровская речная флотилия. 1 января 1920 года Главод передан Наркомату путей сообщений. В 1923 году для перевозок по Белоруссии создаются Верхне-Днепровское (управляющий Гуревич М. Л.) и Северо-Заподное пароходства. Одновременно создано Верхне-Днепровское и Северо-Западное управления водных путей. Протяжённость судоходных водных путей составляла 3,5 тыс.км. В целях технического надзора за судами в 1923 году создаётся Российский Регистр. На реках Белоруссии в 1925 году числилось 17 грузопассажирских и 23 буксирных судов и 20 барж грузоподъёмностью 150—300 т. Объём перевозок грузов составлял 0,9 тыс.т. Постановлением Правительства БССР 13 октября 1930 г. № 257 создано Белорусское управление речного транспорта, которое дислоцировалось в Могилёве (начальник Мурашёв). Перевозки осуществлялись по Днепру, Березине, Березинской системе, Сожу, Припяти, Западной Двине. В 1934 г. управление переименовано в Днепро-Двинское речное пароходство. При пароходстве создаётся контора по освоению малых рек: Бесядь, Друть, Ипуть, Проня, Птичь. Для подготовки специалистов речного транспорта в 1932 г. образован Гомельский речной техникум. В 1935 г. на базе мастерских создан Гомельский судоремонтный завод. В Шатилках (Светлогорск) создана судоверфь по строительству дебаркадеров с железобетонными корпусами. В верховьях реки Сож, в 1934 году построено два судоходных шлюза. В 1939 г., после воссоединения Западной Беларуси создаётся Западное пароходство в г. Пинске, Нёманское в г. Каунасе. В состав водных путей включены Днепровско-Бугская водная система, р. Неман, Августовская водная система и Огинский каналы. Для обслуживания этих водных путей создаётся Днепро-Двинское управление пути в г. Гомеле (начальник Кистанов Б. И.). Осенью 1939 года Наркомречфлотом СССР создаётся строительная организация «Днепробугводстрой» для коренной перестройки Днепровско-Бугской водной системы. Стройку возглавили Савинков А. А. и Шифрин Г. И. За год были построены 8 судоходных шлюзов, произведено спрямление русла канала. На Гомельском судоремонтном заводе и Бобруйских мастерских начат выпуск буксирных газоходов. В навигацию 1941 г. на реках Белоруссии работало 239 самоходных судна, мощностью 18,8 тыс. л. с. и 810 барж грузоподъёмностью 125 тыс.т. По Днепровско-Бугскому каналу в 1940—1941 годах перевозились нефтепродукты и зерно, следовавших в Германию. В предвоенные годы была создана речная телефонная связь общей протяжённостью 1,2 тыс. км. Для перегрузочных работ в портах имелось 17 механизированных установок общей производительностью 470 т. в час. Основной объём погрузочных работ осуществлялся грузчиками. С началом Великой Отечественной войны часть флота была передислоцирована на Днепр ниже г. Киева, оборудование Гомельского судоремонтного завода перевезено под г. Сталинград на ст. Бекетовка, где за год был построен судостроительный завод. Небольшая часть белорусского флота с персоналом также переведена на Волгу. Во время войны транспортный флот осуществлял перевозки военных грузов. Часть переоборудованного флота вошла в состав Днепровской флотилии. Многие речники Беларуси ушли на фронт и в партизанские отряды. Капитану теплохода Ипатенко И. И. присвоено звание Героя Советского Союза. В конце войны для восстановления инфраструктуры речного транспорта было создано Днепро-Двинское военно-восстановительное управление (начальник Геронин И. Е.). Для восстановления разрушенного Днепровско-Бугского канала в октябре 1944 г. создаётся строительное управление «Днепробугстрой» (начальник Соболев С. Д.). Протяжённость внутренних водных путей в 1945 году составляла 3473 км, в том числе с освещаемыми знаками 1420 км. Поддержание глубин осуществлялось путём взрывных работ. В июле 1945 г. военно-восстановительное управление преобразуется в Днепро-Двинское речное пароходство и Днепро- Двинское управление водных путей, в составе которого создаются технические участки пути. В октябре 1945 г. создаётся Белорусский судостроительный трест. Постановление СМ СССР от 1 сентября 1947 г. пароходство и управление водных путей получили название Верхне-Днепровское пароходство и Верхне-Днепровское бассейновое управление водных путей, подчинённые Министерству речного транспорта СССР. Параллельно при СМ БССР создаётся Управление по транспортному освоению малых рек (р,Днепр выше г. Жлобин, р. Сож выше г. Славгорода, р. Березина выше г. Борисов, р. Западная Двина). На Гомельском, Пинском и Бобруйском судостроительных заводах начаты строительство металлических судов. С 1951 г. начаты перевозки криворожской железной руды до Бреста назначение ГДР и силезского угля из Польши в обратном направлении. Утратили своё транспортное значение Августовская, Агинская и Березинская водные системы. Последняя в послевоенные годы использовалась эпизодически для перегона судов между бассейнами Днепра и Западной Двины.
После образования объединённого Министерства морского и речного флота СССР, приказом министра от 25 июня 1951 г. были объединены Верхне-Днепровское и Днепровское речные пароходства в единое Днепровское пароходство с центром в г. Киеве. Объединились и бассейновые управления пути и был ликвидирован Гомельский речной техникум. Управление малых рек 7 августа 1954 г. переименовывается в Управление речного транспорта при СМ БССР. С 1954 г. организована перевозка каменного угля и зерна с Украины в Белоруссию с перевалкой на железную дорогу в порту Гомель, в обратном направлении доставлялись лесоматериалы. Постановлением СМ БССР от 17 июля 1956 г. образуется Главречфлот при СМ БССР (начальник Геронин И. Е.). Параллельно в 1956 г. создаются Верхне-Днепровская судоходная инспекция, Речной Регистр БССР, Управление рабочего снабжения и торговли, Ведомственная военизированная охрана и газета «Речник Белоруссии». Подготовку специалистов речного транспорта начали в Гомельском политехникуме и в Гомельском учебно-консультативном пункте Ленинградского института водного транспорта. Распоряжением СМ БССР от 10 августа 1960 г. в Гомеле создаётся Проектно-конструкторское бюро. В 1962 году ликвидируются Сплавные участки ВДРП, в связи с прекращением сплава древесины по рекам республики. С 1962 года началось обновление пассажирского флота. Взамен пароходов на реках республики появились дизельные теплоходы типа «Москвич» и быстроходные теплоходы типа «Ракета». С 1964 года по проектам Горьковского ЦКБ на Гомельском ССРЗ строятся теплоходы на подводных крыльях типа «Беларусь». Между Гомелем и Киевом курсирует туристический теплоход «Емельян Барыкин». В 1971 году начальником Главречфлота БССР назначен Корчевский А. Г. Объёмы перевозок грузов речным транспортом республики в 1975 году достигли 10 млн.т. После реконструкции в 1976 г., Речицкая и Петриковская судоверфи переименовываются в судостроительно-судоремонтные заводы. В этом же году вводится в эксплуатацию речной порт Микашевичи. С 1976 года пассажирский флот республики пополняется теплоходами типа «Москва». В 1976 году, в целях обеспечения вывоза продукции ПО"Гранит", построен Микашевичский канал, протяжённостью 7 км, начаты работы по углублению и расширению Днепровско-Бугского канала. В 1978 году начальником Главречфлота БССР назначен Новицкий В. М. Для реконструкции Днепровско-Бугского канала в 1980 г. в Пинске создаётся Экспедиционный отряд подводных и гидротехнических работ (ЭОПГР). В 1982 г. в Мозыре построен пассажирский речной вокзал. С 1984 г. на Гомельском ССРЗ строятся пассажирские теплоходы на подводных крыльях типа «Полесье». В 1983—1985 г.г. за счёт государственных средств на заводах республики идёт массовое строительство судов транспортного флота. С 1 января 1986 г. ликвидируется Бобруйский судостроительный завод. После аварии на Чернобыльской АЭС в 1986 году были прерваны перевозки грузов с Украины. По решению Правительства СССР, для проведения работ по ликвидации аварии, значительная часть флота была передана Главречфлоту УССР. Указом Президиума Верховного Совета БССР от 16 июня 1988 г. создаётся Министерство транспорта БССР на базе упразднённых Главречфлота БССР и Минавтотранса БССР. В составе министерства создаётся Управление речных перевозок и водных путей (начальник Ракицкий Е. А.). После развала СССР с 1991 г. рушатся экономические связи между республиками, прекращаются транзитные перевозки угля, кварцитов, руды. На базе пароходства, заводов и путейских предприятий создаются объединения ПО «Белречтранс», ПО «Белводпуть», ПО"Белсудостройремонт". В 1995 году Управление речного флота объединяется с Управлением морского торгового флота и образуется Управление водного транспорта. Экономический кризис охвативший страну с 1992 г. привёл к падению объёмов перевозок речным транспортом, которые к 1996 г. сократились до 1 млн.т. Протяжённость эксплуатируемых внутренних водных путей сократилась до 1,5 тыс. км. В 1997 году Управление водного транспорта возглавляет Говоровский Б. И. Изменение экономических отношений в стране привело к необходимости создания принципиально нового законодательства в области речного транспорта, а возникновение новой отрасли — морского транспорта, потребовало создание законодательства в сфере морского торгового флота. С 1997 года начался рост объёмов перевозок речным транспортом, который к 2003 году составил свыше 2 млн.т. Для обеспечения устойчивого развития речного транспорта расширяется его сфера деятельности путём развития на предприятиях гидростроительных производств. Для заказчиков из Нидерландов на Речицком ССРЗ строятся корпуса морских судов. Начаты перевозки калийных удобрений из порта Мозырь в черноморский порт Николаев, а в обратном направлении гранулированные шлаки для цементных заводов республики. В этих целях в порту Мозырь построен перегрузочный комплекс, переоборудовано 42 баржи с крышками грузоподъёмностью до 1тыс.т. каждая. В 2001 году создаётся Департамент водного транспорта (директор Говоровский Б. И.) На Гомельском ССРЗ по разработке Белсудопроекта в 2002 году построен сухогрузный теплоход смешанного «река-море» плавания, а на Пинском ССРЗ строятся пассажирские суда для экскурсионных перевозок по рекам республики и буксирные теплоходы класса «О». В 2003 году Совет Министров Республики Беларусь утвердил Программу развития внутреннего водного и морского транспорта до 2010 г. В соответствии с программой на Днепровско-Бугском канале начато строительство судоходных шлюзов европейского класса, осуществляется строительство железобетонных водопропускных сооружений взамен ранее построенных деревянных. В 2005 году вместо Департамента водного транспорта создаётся Управление морского и речного транспорта (начальник Говоровский Б. И.). В период с 1999 г. по 2010 г. создана практически вся законодательная база в области морского и речного транспорта. К 2011 году объём перевозок грузов речным транспортом республики достиг 7 млн.т. Постановлением Совета Министров Республики Беларусь от 24 декабря 2010 г. № 1895 утверждена Программа развития внутреннего водного и морского транспорта на 2011—2015 годы. В 2013 г. Управление морского и речного транспорта возглавляет Чернобылец А.Н.. В 2016 г. Беларусь становится членом Международной морской организации. В 2021 г создаётся Администрация водного транспорта. 

## Организации
Речной (внутренний водный) транспорт республики представлен организациями, осуществляющими проектирование, строительство и ремонт судов транспортного и технического флота, перевозку пассажиров, перевозку и перевалку грузов, добычу не рудных строительных материалов, содержание водных путей и навигационного оборудования, технический надзор за проектированием, строительством, ремонтом и эксплуатацией судов, , надзор за безопасностью судоходства, проектирование и строительство гидротехнических сооружений. В составе речного транспорта: Администрация водного транспорта, «Белорусское речное пароходство», речные порты Бобруйск, Брест, Гомель, Микашевичи, Могилёв, Мозырь, Пинск, Речица, республиканские унитарные предприятия водных путей: «Днепро-Березинское», «Днепро-Двинское» с филиалом в Гродно, «Днепробугводпуть» с филиалами: «Витебскводтранс», «Нижне-Припятский», «Петриковский РСУ», судостроительно-судоремонтный заводы и рембазы в Пинске, Гомеле, Речице, проектная организация «Белсудопроект», «Белорусская инспекция речного судоходства», «Белорусская инспекция речного регистра». «Объединённая профсоюзная организация работников водного транспорта». Подготовка специалистов водного транспорта осуществляется в Белорусском национальном техническом университете, ,Белорусском государственном университете транспорта, Светлогорском индустриальном техникуме, Гомельском речном колледже.

## Внутренние водные пути
Внутренние водные пути Республики Беларусь расположены в Бассейнах рек Днепр, Неман, Западная Двина и Буг. Протяжённость рек страны составляет более 50 тыс. км. Из них пригодных для транспортного судоходства около 3,5 тыс. км. В настоящее время используется около 1,6 тыс. км., в том числе на реке Днепр около 390 км, Березина — 300 км, Сож −120 км, Припять — 390 км, Неман — 60 км, Западная Двина — 50 км, Днепровско — Бугский канал — 244 км, другие водоёмы — 50 км. Днепровско — Бугский канал претерпевал несколько реконструкций, с целью улучшения судоходных условий. Последняя реконструкция осуществлялась с 1997 по 2015 год. За этот период построено 5 судоходных шлюзов на гидроузлах Новосады, Дубой, Кобрин, Тришин, Залузье. Построен ряд водопропускных сооружений обеспечивающих регулирование стока в канале. Водный путь Буг — Днепро- Бугский канал -Припять — Днепр относится к водным путям международного значения. Водные пути в Белоруссии открыты для судоходства с марта по ноябрь месяцы, что обусловлено климатическими условиями. Организациями водного транспорта обеспечиваются гарантированные габариты пути на протяжении 1 тыс. км. В навигационный период на водных путях устанавливается навигационное оборудование, производится траление фарватера, осуществляются дноочистительные и дноуглубительные работы, обеспечивается информирование транспортного флота о состоянии габаритов водных путей.

## Суда
Речной флот республики состоит из судов транспортного, технического и вспомогательного флота. В составе транспортного флота буксирные теплоходы мощностью 250—370 кВт, баржи грузоподъёмностью 900 т, пассажирские теплоходы вместимостью от 53 до 243 человек. В составе технического флота земснаряды производительностью от 250 до 800 м³/ч, плавучие краны грузоподъёмностью 5 т, обстановочные теплоходы, пункты технического обслуживания. К вспомогательному флоту относятся плавучие доки, брандвахты, нефтеналивные суда, корчекраны, плавучие мастерские, и другие суда.

## Законодательство

### История
В 1776 году утверждена Межевая инструкция предписывающая отвод по берегам рек полосы земли шириной 10 саженей (21,3 м) для бечевника. Наиболее важным государственным документом о судоходстве, принятым Екатериной II 25 июня 1781 года был Устав купеческого водоходства. Указом от 11 сентября 1784 года предписывалось генерал-губернаторам организовать промеры глубин на судоходных реках с обозначением мелей. Указом императора Николая I от 10 марта 1837 года утверждены первые Правила плавания для паровых судов. 26 января 1918 г. В. И. Ленин подписал Декрет о национализации флота. 27 мая 1934 г. СНК СССР утвердил Устав о дисциплине рабочих и служащих водного транспорта. В 1937 году утверждены Правила технической эксплуатации флота. В 1977 году утверждаются Правила плавания по внутренним водным путям БССР. После возникновения нового государственного образования — Республики Беларусь, потребовалось создание национального законодательства в области внутреннего водного и морского транспорта. В 1999—2011 годах была создана практически вся нормативная правовая база внутреннего водного и морского транспорта Республики Беларусь.

### Нормативные правовые акты
1. Кодекс торгового мореплавания Республики Беларусь. Президент 15.11.1999 г. № 321-3
2. Кодекс внутреннего водного транспорта Республики Беларусь. Президент 24.06.2002 г. № 118-3
3. Указ Президента Республики Беларусь «О форменной одежде и знаках различия работников внутреннего водного транспорта» от 29.11.12 № 538
4. Правила плавания по внутренним водным путям Республики Беларусь. Пост. Минтранса от 25.10.2005 г. № 60
5. Правила перевозки пассажиров и багажа внутренним водным транспортом. Пост. Минтранса от 29.11 .2009 г. № 42
6. Правила перевозки грузов внутренним водным транспортом. Пост. Минтранса от 26.01.2005 г. № 3
7. Правила буксировки судов, плотов и плавучих объектов по внутренним водным путям Республики Беларусь. Пост. Минтранса от 20.11.2009 г. № 98
8. Правила предупреждения загрязнения внутренних водных путей Республики Беларусь сточными и нефтесодержащими водами с судов. ТКП 270—2010
9. Правила технической эксплуатации судоходных гидротехнических сооружений. Пост. Минтранса от 23.07.2002 г. № 26
10. Правила технической эксплуатации внутреннего водного транспорта. Пост. Минтранса от 09.06.2009 г. № 55
11. Правила по охране труда при обслуживании навигационного оборудования внутренних водных путей . Пост. Минтраса от 25.02.2008 г. № 10
12. Правила ремонта судов. Приказ Минтранса от 07.07.1998 г. № 134ц
13. Правила пожарной безопасности Республики Беларусь на судах внутреннего водного транспорта. Приказ Главпожарнадзора РБ от 17.09.2007 г.№ 136
14. Санитарные правила для речных судов. Пост. Главсанитарврача РБ от 15.12.2005 г. № 225
15. Правила государственной регистрации судов. Пост. СМ РБ от 20.06.2007 г. № 812
16. Инструкция о порядке взимания портовых платежей. Пост. Минтранса от 31.05.2004 г. № 20
17. Положение о минимальном составе экипажей самоходных транспортных судов. Пост. Минтранса от 10.01.2004 г. № 2
18. Квалификационный справочник должностей служащих занятых на морском и внутреннем водном транспорте. Пост. Минтруда от 26.02.2003 г.
19. Соглашение между Правительством РБ и КМ Украины о судоходстве по внутренним водным путям от 09.05.1998 г.
20. Соглашение о судоходстве по внутренним водным путям Республики Беларусь и Литвы от 25.05.2007 г.
21. Соглашение о судоходстве по внутренним водным путям Республики Беларусь и Польши от 20.01.2012 г.